# Ectopia cordis
La ectopia cordis es una malformación congénita poco frecuente que consiste en una separación, completa o incompleta, del esternón, asociada a una ubicación anormal del corazón, por fuera de la caja torácica.
Esta malformación deriva de una alteración del desarrollo embriológico del esternón. En el embrión de 6 semanas se observan dos bandas mesenquimáticas esternales ubicadas en la zona ventrolateral del cuerpo, que tienen conexión entre sí con las costillas. En las semanas siguientes se produce la unión de las bandas con las costillas, que se fusionan posteriormente entre sí en sentido cefalocaudal. 
En el embrión de 9 semanas se han completado todas las fusiones. 
Una falla en la unión de las bandas cartilaginosas se evidencia en el recién nacido como una hendidura esternal. La separación adquiere habitualmente la forma de U y puede comprometer solo el manubrio esternal o extenderse hasta el apéndice xifoides. En los casos más extensos, el corazón y grandes vasos se encuentran recubiertos solamente por la piel y el tejido subcutáneo. Clínicamente, en la piel que cubre la hendidura se observa un colapso paradójico con la inspiración y una protrusión con la maniobra de Valsalva. 
En los casos más graves de ectopia cordis, el miocardio se halla por completo expuesto al exterior.